# Асенкова Варвара Миколаївна
Варвара Миколаївна Асенкова (1817—1841) — російська театральна акторка імператорського Александринського театру у Санкт-Петербурзі.

## Родина
Варвара Асенкова народилася 22 квітня 1817 року в Санкт-Петербурзі, дочка відомої акторки Олександри Асенкової. Метрика сухо повідомляє:
...Незаконороджене немовля Варвара народилася 1817 року квітня 10 дня.
Батько офіційно не значився. За законами і традиціями того часу, цивільні шлюби, не освячені церквою, юридично не визнавалися, і Варвара Миколаївна назавжди залишалася з принизливим клеймом «незаконнонародженої».
Мати Варвари, відома артистка Олександра Асенкова, кілька років прожила у цивільному шлюбі з офіцером Семенівського полку Миколою Івановичем Кашкаровим. За законом того часу, акторки імператорських театрів не могли, офіційно вступивши в шлюб, продовжувати залишатися на сцені. Після призначення командиром полку полковника Шварца, відомого своєю брутальністю й жорстокістю, в полку спалахнуло повстання. Кашкаров «дозволив собі слухати скаргу, скопом принесену на полкового командира». Крім того, він приховав список осіб, поданий йому фельдфебелем. Вирок військового суду про позбавлення «честі, маєтки і живота» означав смертну кару. Однак Микола Іванович був переведений в армійський Бородінський піхотний полк і відзначився у перському поході. Після повернення з війни Микола Кашкаров одружився з дочкою колишнього коменданта Бобруйської фортеці. Незаконний шлюб було забуто.
Варвара була старшою дочкою Олександри Єгорівни. Її вітчим, теж цивільний чоловік матері, відставний військовий Павло Миколайович Креніцин, служив утримувачем зелених карет, у яких розвозили вихованців імператорського Театрального училища.

## Життєпис

### Навчання
Вступивши в 1828 році до Петербурзького театрального училища, в 1830 році 13-річна Варвара Миколаївна змушена була піти звідти, бо, на думку керівників навчального закладу, незвичайними здібностями не володіла. Викладачі, відзначаючи її красу та граціозність, не знаходили у Асенкової-молодшої ніяких здібностей і пророкували їй майбутнє жалюгідної статистки з нікчемною платнею. Мати забрала Варю зі школи і визначила до одного з найкращих готелів Петербурга. Однак і там вона довго не пробула. Приблизно через три роки, коли їй було 15(?), Варвара оголосила матері, що до пансіону не повернеться, тому що плата за навчання непомірно висока для їх сім'ї, і вона має намір вступити до театру, щоб утримувати себе і допомагати рідним.
Знаменитий актор Александринки Іван Іванович Сосницький послухав благання своєї сценічної партнерки Олександри Єгорівни і погодився займатися з її дочкою сценічною майстерністю. Однак талант майбутньої акторки і тут довго не проявлявся. Як до цього без особливого старання навчалась в театральній школі, де її вважали абсолютно непридатною для сцени, так і знехотя брала уроки у Сосницького і з тією ж байдужістю вступила на сцену, бачачи в цьому лише засіб допомагати збіднілій родині. Сосницький, заняття з яким йшли спочатку настільки невдало, що знаменитий артист втратив всяку надію на можливість викликати хоча б іскру таланту в учениці, хотів уже відмовитися від марної праці, як раптом, одного разу, репетируючи з Асенковою роль Фанні в драмі «Мати і дочка — суперниці», був вражений, з якими глибиною та почуттям юна Асенкова прочитала один з монологів. Тому Сосницький продовжив її серйозне навчання. Більше того, він запропонував їй роль у своєму бенефісі.

### Дебют
21 січня 1835 року, в ході бенефісу її наставника, відбувся дебют Варвари Асенкової. Вона зіграла у двох водевілях («Сулейман II, або Три султанші» Шарля-Симона Фавара і «Лорнет, чи Правда очі коле» Ежена Скріба в перекладі Петра Каратигіна), виконавши ролі Роксолани та Міни. Часопис «Русская старина» (стаття «В. М. Асенкова та її ролі»; том 29, 1880) називає іншу дату: 25 січня 1835 року і дає уявлення про цей дебют:
Роль Роксани у цій комедії може дати молодій дебютантці проявити в повному блиску красу, спритність, голосові засоби, грацію, але аж ніяк не художню творчість; створити цю роль — неможливо: єдине завдання перетворити французьку маріонетку на живу істоту… І цю важку задачу В. М. Асенкова вирішила як не можна краще, зігравши роль Роксани неповторно. Зіграна нею в той же вечір роль Міни у водевілі «Лорнет» зміцнила за нею перше місце єдиної водевільної акторки. 
Через три дні Асенкова вдруге з'явилася в тих же п'єсах і з тим же успіхом. Після цього вона вступила на сцену, але без контракту.

У лютому 1836 року вона була, нарешті, офіційно прийнята до складу трупи Александринки. Той же часопис «Русская старина» (ст. «В. М. Асенкова та її ролі»; том 29, 1880) зауважує з цього приводу:
Театральна дирекція того часу, при всій своїй бюрократичній холодності, усвідомлюючи нарешті — якщо не величезний талант Асенкової, то ті збори, які можуть приносити спектаклі за її участі, — прийняла Асенкову до штату акторок, з виплатою дуже скромної платні (в лютому 1836)».
За Асенковою закріпилося амплуа травесті та молоденьких героїнь водевілів.
Проте незабаром вона з не меншим успіхом виходила і в драматичних образах (Офелія), і, серед іншого, ставши першою виконавицею ролі Марії Антонівни в «Ревізорі» 19 квітня 1836 року.

### Плоди таланту: захоплення і заздрість

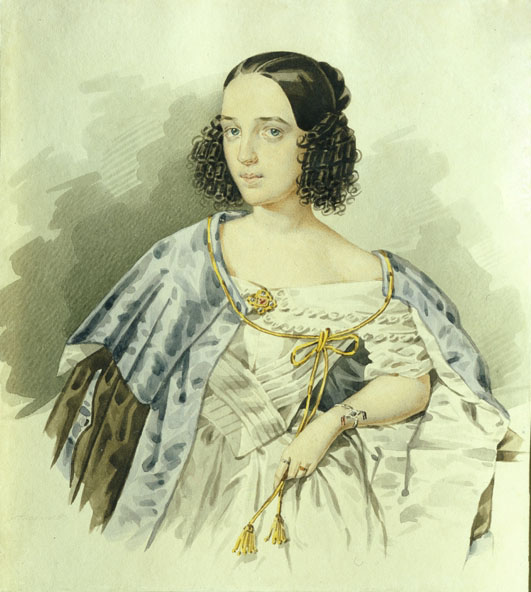
Варвара Асенкова, 1839 рік

Перша ж поява її на Александринській сцені принесла акторці неймовірний тріумф, про що негайно доповіли государеві, який мав славу великого бабія. Імператор Микола I, частий глядач театру, після вистави зайшов за лаштунки виказати повагу юній акторці. За словами Петра Каратигіна, «Государ Микола Павлович, по закінченні вистави, удостоїв її милостивою своєю увагою і сказав їй, що такий вдалий дебют ручається за її майбутні успіхи на сцені». Через кілька днів Варварі Асенковій були «всемилостиво пожалувані» діамантові сережки.

Государевий інтерес послужив відправною точкою для виникнення пліток, які оточували акторку до кінця життя. Важко сказати, що з них було правдою, а що наклепом. Швидше за все, наклепів було багато, а можливо — і все це вигадки. Навряд чи які-небудь стосунки з Миколою I мали місце, хоча чуток з цього приводу було чимало: дуже скоро його увага змінилася на холодність. Достеменно відомо, що через рік після «всемилостивого подарунка», коли Варвара Асенкова стала ведучою акторкою імператорського театру, а критика й глядачі заходилися від захвату, її мати попросила додати доньці платню. Государевий вердикт такий:
…ніякої надбавки зроблено бути не може, бо за власним враженням Государя Імператора вона ніяких успіхів не зробила.

Успіх її був феноменальним.
Сучасники відзначали, що їй достатньо вийти на сцену і посміхнутися, заспівати водевільний куплет своїм невеликим, але чарівним голосом, — і їй забезпечений успіх, якого інші артисти не могли б домогтися роками наполегливої праці. 

Актор Петро Каратигін згадував:
Асенкова вміла смішити публіку до сліз, ніколи не впадаючи в карикатуру; глядачі сміялися, підкоряючись чарівності високого комізму і непідробный веселості самої акторки, яка здавалася милою й пустотливою дитиною.
Віссаріон Бєлінський писав:
…Вона грає настільки ж чудово, скільки й солодкувато… кожен її жест, кожне слово збуджує гучні й захоплені оплески… Я був цілком захоплений і зачарований.
Павло Нащокін, товариш Олександра Пушкіна, викупив у покоївки акторки недопалок свічки, при світлі якої вона вчила свої ролі, і вставив її у срібну раму. Говорили, що дивлячись на свічку, він згадував про Асенкову та мріяв про неї…
З одного боку акторку оточували захоплені шанувальники, а з іншого — зневірені заздрісники, серед яких особливо старалися конкурентки за ролі. До цього кола більш за все вносять подругу дитинства Надію Самойлову.

Варвара Асенкова з юного віку весь свій час проводила за розучуванням ролей. На ній тримався майже весь репертуар Александрінського театру. Втім, будучи легко вразливою, вона втомлювалася і втрачала сили і здоров'я і від роботи, і від підступів щодо себе, не усвідомлюючи їх причин. Однак разом з ролями до неї приходила і слава виконавиці.
Простодушне дитя, вона і припустити не могла, що очікує її за театральними лаштунками. Чорт знає що, шепотілися злостивці, красива, молода, талановита! — і жодного видимого зв'язку. Не плете інтриг, не заздрить, відкидає багатих та іменитих шукачів руки й серця. Так не буває! Як їм пояснити, що гріх був їй бридкий? Що розгулу „актрисок“ з великосвітськими щеголями вона воліла тихі сімейні свята, зрідка виїжджаючи до французького театру й балету? Що, ставши годувальницею родини, втомлювалася до знемоги, даючи по дві-три вистави на день?

Нервова, образлива, Асенкова ледь приходила до тями від хворобливих шпильок, які, не шкодуючи, наносили її самолюбству колеги по сцені. Відома така історія про її розмову з великим московським артистом Михайлом Щепкіним: 
 Перебуваючи на гастролях у Петербурзі, знаменитий Щепкін відвідав показ водевілю «Полковник старих часів». Після вистави Асенкова не могла не підійти до метра:
«Михайло Семенович, як Ви оціните мою гру?»: «Ви, звичайно, сподіваєтесь похвали, — жорстко відповів Щепкін. — Ну так утіштеся: ви у „Полковника старих часів“ були такі гарні, що гидко було дивитися».

Михайло Щепкін називав амплуа з перевдяганням у хлопчиків «сценічним гермафродитизмом», натякаючи на те, що акторка з її талантом розмінюється на нікчемні ролі, хоча й самому йому доводилося виходити на сцену в точно таких же порожніх недостойних п'єсках та водевілях.
Відомо, що вона відкидала галасливі залицяння, віддаючи перевагу тиші й усамітненню. Але численні шанувальники постійно юрмилися біля дверей її квартири, засипали молоду акторку нескінченними записками та подарунками. Відкинуті шанувальники слали їй непристойні пасквілі, поширювали плітки, мовляв, акторка перебуває вдома з причини чергової вагітності…
До нашого часу дійшли спогади про вечері з шампанським у будинку Асенкової, про п'яні гульні офіцерів, про дурні витівки її відкинутих шанувальників. Якийсь кавказький князь намагався викрасти Асенкову прямо біля виходу з театру. Благо, кучери театральних карет вчасно прийшли їй на допомогу. Інший шанувальник увірвався до будинку і порізав кинджалом меблі. На одному зі спектаклів компанія молодиків влаштувала Асенковій публічне цькування, їй довелося вислухати «найбільш недруковані, цінічні висловлювання». Вона не змогла продовжити гру. Розплакавшись, втекла за лаштунки.
Один із купців, скупивши перший ряд партеру, всадив до нього лисих чоловіків. У залі почався регіт, спектакль було зірвано, і Асенкова змушена була припинити гру. Якось, коли вона сідала в карету після вистави, якийсь офіцер кинув у вікно карети запалену шутиху. На щастя, вона потрапила в шубу сусіда Асенкової. Офіцер тут же був схоплений і, за царським повелінням, відправлений на Кавказ, де велися воєнні дії.
Нескінченні плітки, безумовно, спиралися на певний ґрунт: успіх Варвари Асенкової був феноменальний, тому кавалери переслідували її, а молодики з задоволенням приходили в гості.
У столичних газетах раз-по-раз з'являлися замовні оплачені розгромні ренцензії на її виступи — при тому, що акторка була зайнята у більшій частині репертуару, — карикатури на Асенкову, двозначно натякали на якихось її високих покровителів. Анонімні погрози злостивців переслідували акторку. Напевно особливо важко вона переживала, що ядром змови проти неї стала її подруга дитинства Надія Самойлова, яка вела суперечку з нею на сцені.

Олександр Вольф у «Хроніці петербурзьких театрів» писав: 23 травня 1840 року на виставі «Капризи закоханих» Павла Федорова кілька молодих людей під проводом кавалериста А-ва, прийнявши неабияку кількість чарочок у буфеті, увійшли до зали, а сам А-в, зайнявши місце в першому ряду, став голосно коментувати дії акторів, перекриваючи їх голоси:
Особливо дісталося бідній Асенковій. Їй довелося вислухати самі нецензурні цинічні висловлювання, нарешті, вона не витримала, розридалася і втекла за лаштунки… Всього прикметніше те, що ні сусіди п'яної компанії чи хтось з публіки не наважилися втрутитися в справу і припинити скандал. … Після такого замішання завіса знову піднялася і п'єса тривала своїм порядком. Скривджену, звичайно, прийняли захоплено. Як було чутно, Г. А-ва перевели в армію тим же чином і відправили на Кавказ.
Про життя і творчість Варвари Асенкової розповідали тодішні енциклопедії, як, наприклад, «Енциклопедичний словник» Брокгауза-Ефрона, напівтім. 3, стор 289:
Тут абсолютно невірно говориться, що «граючи дуже часто, люблячи веселощі, свята, задоволення всякого роду, молода акторка не берегла себе» і що нібито її слабке здоров'я «не витримало шанувальників». В. М. Асенкова була скромною і відкидала всі залицяння прихильників, про що одноголосно свідчать її сучасники.

### Ролі
Енциклопедія «Російський драматичний театр» (Русский драматический театр: Энциклопедия / Под общ. ред. М. И. Андреева, Н. Э. Звенигородской, А. В. Мартыновой и др.) повідомляє, що Варвара Асенкова була першою виконавицею ролі Софії в п'єсі «ГЛихр з озуму» Олександра Грибоєдова. Однак це не так. Вона зіграла цю роль пізніше — в 1839 році. Хоча автори «Хроніки петербурзьких театрів» та статті «Горі від розуму» Театральної енциклопедії (див. Стаття Лихо з розуму у Театральній енциклопедії[недоступне посилання з травня 2019]) не називають цю роль серед виконуваних нею.

Першою виконавицею цієї ролі в 1830 році (сцени з п'єси) була її мати, Олександра Асенкова, а Варенька в ці роки була ще підліткою і гуляла німецьким садом зі своєю подругою Надійкою Самойловою. Про це розповідає Євдокія Панаєва (донька артиста Александринського театру Якова Брянського, дружина письменника Івана Панаєва) у своїх мемуарах (А. Панаева. Воспоминания. — М.: «Захаров», 2002. — 448 с. — ISBN 5-8159-0198-9): 
 «Двох Самойлових і Асенкову мені довелося бачити згодом на сцені. Надія Василівна Самойлова і Варвара Миколаївна Асенкова були на одному амплуа. Обидві були хороші водевільні акторки. Гуляючи дівчатками в саду і розмовляючи між собою, вони тоді, звичайно, і не думали, що настане час, коли між ними виникне непримиренна ворожнеча». 
По-новому, абсолютно несподівано для свого часу вона зіграла Офелію у виставі «Гамлет»: «Вона відмовилася від натужного пафосу, від декламації з форсованим голосом, підкріпленої надмірною жестикуляцією. Акторка наполягла, щоб провести сцену божевілля Офелії без супроводу оркестру, як того вимагав канон. Її Офелія була сумною, зворушливою і безкінечно нещасною дівчиною, а не божевільною. Чи здогадувалася Варенька Асенкова, що не просто грає, як велить акторська натура, а виганяє з російської сцени позерство, штучність і манірність? Бог вість! Серце у неї було розумне. Але розірване. На шматки».

#### Ролі у театрі
- Одаліска Роксалана («Сулейман II, або Три султанші» Шарль-Симона Фавара, 1835),
- Міна («Лорнет, чи Правда очі коле» Ежена Скріба в перекладі П. А. Каратигіна, 1835),
- юнкер Лельов («Гусарська стоянка, або Плата тією ж монетою» Василя Орлова, 1835),
- Керубіно («Одруження Фігаро» П'єра Бомарше, 1835),
- Марія Петрівна («Ділова людина» Федора Коні, 1835),
- Вероніка («Уголино» Миколи Полевого, 1835),
- Надія Павлівна («Капризи закоханих» Павла Федорова, 1835),
- Аверіна («Домашня комедія» Григор'єва 2-го, 1835),
- Мальвіна («Мальвіна, або Урок багатим нареченим», переробка з французької п'єси Е. Скріба Дмитра Ленського, 1836),
- Луїза («Вузькі черевики» Павла Федорова),
- Зарецька («Чого на світі не буває»),
- Олена («Велізарій» Шенка в авторизованому перекладі Платона Ободовського),
- Звонкова («Позиковий чоловік» Григор'єва 1-го),
- Педро («Король-пастух» Олександра Шаховського),
- Жанна («Не закохуйтеся без пам'яті» Ф. О. Коні),
- Надія Дмитрівна («Злий дух» В. Анічкова),
- Рутлі («Закоханий рекрут» Миколи Куликова),
- Зубкова («Заміжня вдова» Рафаїла Зотова),
- Сабіна («Сільська простота»),
- Софія Вентер («Добрий геній» Д. Т. Ленського),
- Вільгельміна («Сардамський корабельний майстер» Рафаїла Зотова),
- Неллора («Царство жінок» Миколи Куликова),
- Емілія («Жінки-солдати» Іллі Лизагуба),
- Віктор («Паж-арештант» Павла Федорова),
- Марія Антонівна («Ревізор» Миколи Гоголя, 1836, перша виконавиця),
- гусар-дівиця («Дівчина-гусар», Ф. Коні, 1836),
- Євгенія Гранде («Дочка скупого», переробка роману Оноре де Бальзака П. Валберха),
- Офелія («Гамлет» Вільяма Шекспіра в обробці Васиоя Каратигіна, 1837),
- Есмеральда («Есмеральда, або Чотири роди кохання» за романом Віктора Гюго «Собор Паризької Богоматері» в авторизованому перекладі Василя Каратигіна, 1837),
- Юлія де Крекі («Полковник старих часів», переробка з французької Дмитра Ленського), Дженні («Мрії»),
- Карл II («П'ятнадцятирічний король», авторизований переклад Д. Ленського, 1838),
- Соничка («Ложа 1-го ярусу на останній дебют Тальоні» Петра Каратигіна, 1838),
- Параша («Параша-Сибірячка» Миколи Польового),
- Корделія («Король Лір» Вільяма Шекспіра, 1838),
- донька мельника («Русалка» Олександра Пушкіна в переробці Олександра Шаховського, 1838),
- Катя («Батько, яких мало» Миколи Коровкіна, 1838),
- Корнелія («Дідусь російського флоту» М. О. Польового, 1838),
- проста дівчина («Смерть або честь» М. О. Польового, 1838),

Можливо
- Софія («Лихо з розуму» Олександра Грибоєдова, 1839)

#### Ролі у водевілях
«Чортів ковпачок» Пімена Арапова, «Школа жінок», «Адольф і Клара», «Малий та молодецький», Пашенька («Новачки в любові» Миколи Коровкіна), Карпінська («Полюбовная угода» Григор'єва 1-го), Сусанна («Сирітка Сусанна» в авторизованому перекладі Григор'єва 1-го), Ліза («Ніжка», авторизований переклад П. А. Каратигіна), «Покійна ніч» Григор'єва 1-го, гусар Лазов («Військові громадяни, або Росіяни в гостях» Р. А. Пасинкова, 1839), Габріель («Дівчина-відлюдниця» Ежена Скріба, переклад Григор'єва 1-го, 1840), Любочка («Харківський наречений, або Будинок на дві вулиці» Дмитроа Ленського, 1840), Мірандоліна («Мірандоліна» в перекладі Василя Каратигіна) та інші.
Сайт Біографія.ру включає до списку її ролей також і роль Наталії Дмитрівни Горич з «Лихо з розуму» (причому з помилкою: Наталія Дмитрівна Горичева), що викликає деякі сумніви — акторка була ще надто юна для цієї ролі. До того ж Олександр Вольф у «Хроніці петербурзьких театрів» називає виконавицями даної ролі Сосницьку та Каратигіну 2-гу.

### Хвороба і смерть
На сцені Александринського театру Варвара Асенкова виступала всього шість років. У неї було слабке здоров'я, і при цьому їй доводилося грати майже весь водевільний репертуар театру. Все це спровокувало її захворювання на сухоти. Останній раз вона вийшла на сцену 28 лютого (16 лютого за старим стилем) 1841 год року з блискучими очима і розчервонілими щоками. Причиною цього була хвороба: очі блищали від лихоманки, а рум'янець виявився зловісним ознакою близького кінця.
Перші ознаки сухот з'явились у 21-річному віці навесні 1838 року. Напружена діяльність артистки, старанністю якою зловживали і дирекція, і бенефіціанти, змушуючи грати мало не кожен день і розучувати щотижня по дві-три нові ролі, надломила її слабке здоров'я і прискорила розвиток сухот.
Померла акторка 1 травня (19 квітня за старим стилем) 1841 року. На похорон прийшли тисячі людей. Незважаючи на проливний дощ, вони плакали і йшли за похоронної каретою.
Після її смерті багато ролей перейшли акторці Надії Самойловій, яка була її подругою з дитинства та стала найбільшою конкуренткою.

На сайті Біографія.ру [Архівовано 27 червня 2012 у WebCite] говориться: 
 Незважаючи на поради лікарів, Асенкова не покидала сцени і на масляній 1841 р. грала 17 разів, виконуючи не менше двох ролей в день. В останній раз вона з'явилася на сцені в прощену неділю 16 лютого, в п'єсах „П'ятнадцятирічний король“ і „Новачки в любові“. 14 квітня ім'я Асенкової в останнє прочитали на афіші, що сповіщала про її бенефіс; але обдарована артистка в ньому вже не могла брати участь: вона була при смерті. Поховання її відбувалося 22 квітня на Смоленському кладовищі, де на її могилі споруджено на кошти, зібрані шанувальниками її таланту, прекрасний пам'ятник з бронзовим бюстом Асенкової.
На пам'ятнику епітафія:

Все было въ ней: душа, талантъ и красота.

И скрылось все отъ насъ, какъ свѣтлая мечта.

Бюст на постаменті роботи скульптора І. П. Віталлі, 1841 рік.
Прах і пам'ятник було перенесено зі Смоленського кладовища до Некрополя майстрів мистецтв у 1936 році. Сам пам'ятник було зруйновано під час бомбардувань у 1943 році. У 1955 році на старому постаменті встановили копію бюста.

## Пам'ять
Молодий літератор Микола Некрасов, що бував у гостях у Варвари Миколаївни, присвятив їй вірша «Офелія» та «Пам'яті А-ой», а на полях чернетки вірші «Пам'яті <Асенков>ой» («У тузі за юністю моєю…») написав: «…пам'ятаю похорон, — схожі, говорили тоді, на похорон Пушкіна: тепер таких взагалі не буває».
А. І. Вольф у книзі «Хроніка петербурзьких театрів» називає похорон видатної російської акторки «блискучим» і тут же додає: "Через кілька днів після блискучих похорон відбувся блискучий ж дебют Некрасова (Перепельського) в якості водевіліста.
У 1936 або, за іншими джерелами, у 1938 році могилу разом із пам'ятником перенесли до Некрополя майстрів мистецтв Олександро-Невської лаври. Під час німецько-радянської війни, у 1941-му, рівно через сто років після смерті акторки, або, за іншими матеріалами, в 1943 році німецький снаряд влучив точно в її могилу, залишивши лише уламки пам'ятника і глибоку яму… Пам'ятник було відтворено з невеликими змінами в 1955 році.
Про коротке трагічне життя й акторську долю акторки, зокрема, знято художній фільм «Зелена карета» (1967, режисер Я. Б. Фрід), де роль Варвари Асенкової зіграла Наталія Тенякова.